# Ctenodes geniculata
Ctenodes geniculata är en skalbaggsart som beskrevs av Johann Christoph Friedrich Klug 1825. Ctenodes geniculata ingår i släktet Ctenodes och familjen långhorningar. Inga underarter finns listade i Catalogue of Life.